# Autódromo do Estoril

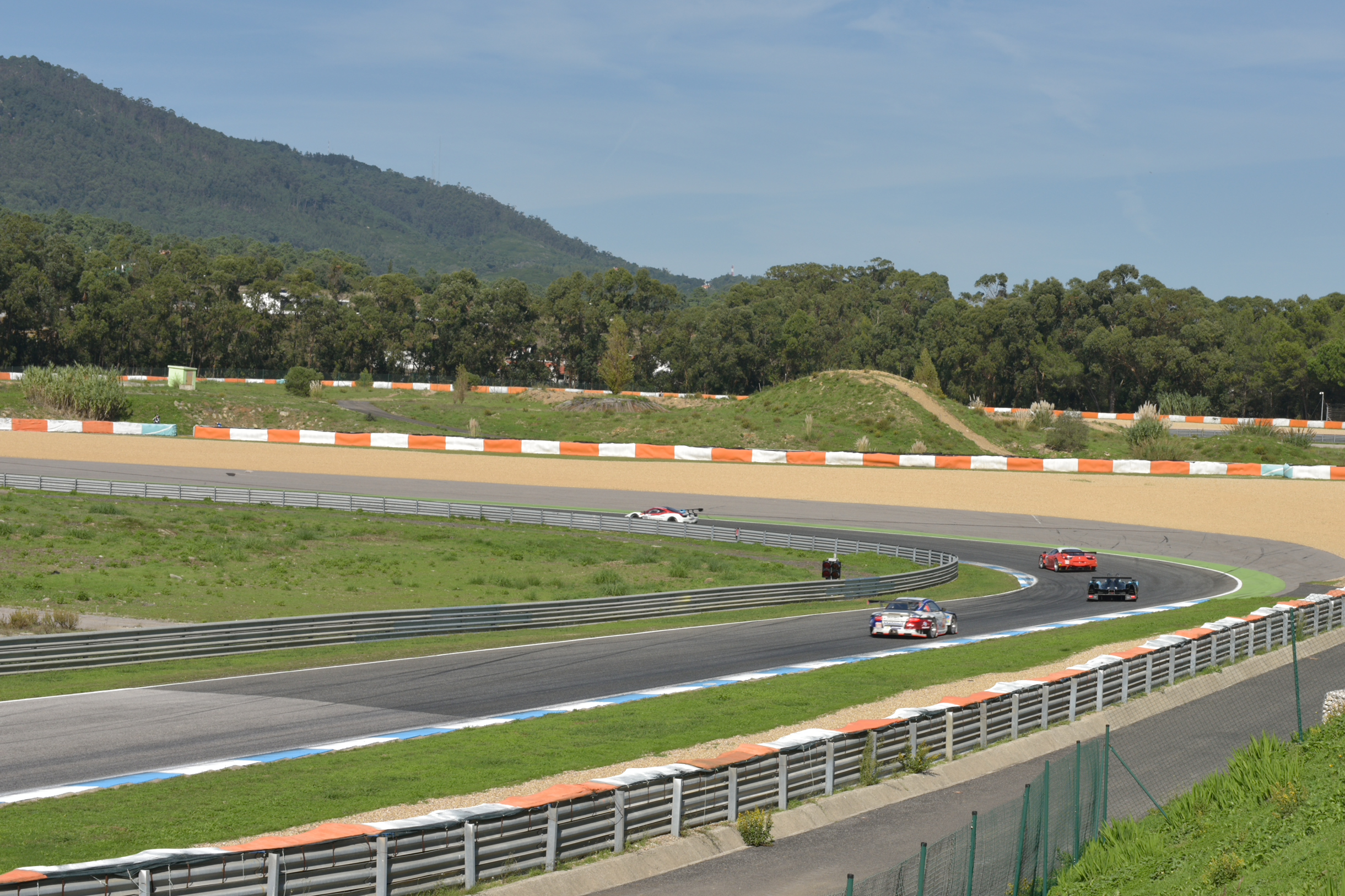
Autódromo do Estoril

Het Autódromo do Estoril is een racecircuit in Estoril, Portugal.
Het circuit ligt langs de kust (24 km ten westen van Lissabon) op een kale, rotsachtige hoogvlakte aan de landkant van de populaire badplaats Estoril. Het werd aangelegd in 1972 voor plaatselijke races, maar raakte in verval. Begin jaren tachtig werd het opgesmukt en aangepast voor internationale wedstrijden.
In 1984 werd er, na een Portugese afwezigheid van 24 jaar, de eerste van dertien Formule 1 Grand Prix-wedstrijden gehouden. Ayrton Senna won hier in 1985 in de gutsende regen zijn eerste grand-prixoverwinning. Officieel om veiligheidsredenen racete men er in 1996 voor het laatst Formule 1.
Ook de Grote Prijs van Portugal, meetellend voor het wereldkampioenschap wegrace, werd van 2000 tot en met 2012 op het circuit verreden.